# Nodricismo
El nodricismo es la interacción que consiste en que una planta (llamada nodriza) comúnmente perenne protege a otra (planta objetivo) ante condiciones climáticas estresantes o depredación por herbívoros.
La planta nodriza es capaz de reducir la radiación solar excesiva, incrementar los nutrientes en el suelo y favorecer la humedad en él. De esta manera, las plantas nodrizas facilitan el desarrollo de otras bajo su dosel al proporcionarles un microhábitat más favorable para la germinación de sus semillas, el establecimiento de las plántulas y la protección ante inclemencias bióticas y abióticas. Estas interacciones son más comunes en sitios cuyas condiciones resulten más estresantes que en sitios con condiciones relativamente benignas.
No hay que perder de vista que esta interacción puede ejercer también efectos negativos sobre el crecimiento de las plantas objetivo, quienes reciben sombra de su nodriza y por lo tanto tienen acceso a una menor cantidad de luz. Sin embargo, el efecto neto de la interacción a menudo es positivo y es logrado por medio de diferentes mecanismos.

## Mecanismos

### Mitigación del estrés abiótico
Este tipo de estrés se refiere al que ocurre debido al efecto de alguna o varias condiciones ambientales, puede desencadenarse por la falta de agua, una gran irradiación solar y temperaturas elevadas. Cuando una planta recibe luz solar intensa y de manera constante, muchos de sus órganos que le permiten realizar la fotosíntesis se ven afectados. Las plantas nodrizas son capaces de proporcionar sombra a sus plantas objetivo, mismo que otorga protección contra una radiación solar excesiva. También, ante condiciones de baja disponibilidad de agua, el efecto ejercido por la sombra ayuda a regular la temperatura, evitando que el suelo y la planta tengan grandes pérdidas de agua.

### Protección contra herbívoros
Algunas plantas protegen a las que se encuentran cerca de la depredación por herbívoros mediante la producción de compuestos que les otorgan un sabor desagradable; de esta manera y después de un tiempo, reducen las visitas de posibles depredadores. Una alternativa es que las plantas protectoras aumenten su sabor agradable y guíen la atención hacia ellas, disminuyendo la atracción de herbívoros hacia las plantas protegidas. También, sobre todo las especies arbustivas impiden el acceso del ganado al producir ramificaciones amplias y espinosas que actúan como barrera. Esto resulta en una protección de la vegetación adyacente ante daños mecánicos como pisoteos y mordidas e incluso dicha barrera puede permitir que algunas especies leñosas regeneren sus tejidos.

### Visita de polinizadores
Existen casos de nodricismo donde los beneficios no se ven de forma explícita en el establecimiento de las plantas. Algunas plantas que no ofrecen recompensas a los polinizadores pueden verse beneficiadas por la presencia de especies cercanas que sí ofrecen recompensas a los polinizadores, por ejemplo el néctar. Se han realizado estudios donde se eliminan las flores de las especies nodrizas. Como resultado, la producción de frutos en las especies objetivo es similar a la producción obtenida cuando no se encuentra la planta nodriza.

### Modificación del sustrato
Es un nodricismo que brinda un soporte estructural, es decir, permite un sostén en el sustrato de la planta. Este tipo de nodricismo se describió primero en un estudio de hongos micorrízicos y su influencia en el establecimiento de las plantas. Las plantas que establecen asociaciones micorrízicas escasas suelen distribuirse cerca de especies con asociaciones micorrízicas abundantes, aprovechando la modificación del sustrato por parte de los hongos.

### Trampeo de semillas
Este mecanismo se ha caracterizado en arbustos, funcionan como modificadores de la dispersión de la semilla. Actúan de forma directa mediante la obstrucción de la caída haciendo que las semillas se dispersen a las periferias, o de forma indirecta a través del transporte mediado por animales que se refugian en los arbustos.

### Retención de humedad del suelo
Este tipo de nodricismo es común en zonas áridas. Las plantas nodrizas evitan la pérdida de agua mediante la retención por el sistema de raíces o evitando evaporación por las sombras proyectadas. Otras plantas se benefician de esta retención de agua estableciéndose cerca de la planta nodriza.

### Modificación de los nutrientes del suelo
Este mecanismo también es común en zonas áridas. Las plantas nodrizas, arbustos en este caso, son capaces de modificar las propiedades del suelo bajo su dosel, estos parches de suelo que presentan un patrón de alta fertilidad se les denomina “islas fértiles”. En estas islas existen altos niveles de materia orgánica y nutrientes, así como tasas altas de renovación de estos mismos. Estas propiedades permiten que otras plantas se establezcan dentro de estas islas bajo el dosel de la planta nodriza, sin embargo, cuando la planta protegida crece, eventualmente compite con su nodriza.

## Meta mecanismos

### Distribución mediada por nodricismo
En pastizales de regiones áridas y semiáridas, las plantas arborescentes actúan como nodrizas de otras especies leñosas, facilitando el establecimiento de plantas protegidas bajo su dosel, lo que da pie a la formación de agrupaciones de arbustos. Estas agrupaciones son consideradas una etapa intermedia entre los pastizales y los bosques, además, se distribuyen alrededor de la planta nodriza de acuerdo con la incidencia de la radiación solar, por lo que la densidad de arbustos es mayor en el lado del dosel que no recibe la luz directamente.

### Evolución mediada por nodricismo
Las interacciones entre dos plantas que resultan en efectos positivos o beneficios a lo largo del tiempo puede mediar procesos evolutivos generando una mayor diversidad, cambios genéticos, cambios en el desarrollo desde etapas muy tempranas del ciclo de vida de las plantas que influyen en su desarrollo, e incluso diferenciación de las respuestas de ciertas especies pertenecientes a una población ante distintas condiciones ambientales.

## Ejemplos
Primulina tabacum Hance es una hierba perenne adaptada a suelos calcáreos y muy pobres, su distribución se encuentra restringida a las entradas de cuevas kársticas de China, cuya población ha disminuido drásticamente en las últimas décadas debido al cambio climático y a las alteraciones humanas de su ecosistema derivadas del ecoturismo, lo cual la ha puesto en una lista de plantas silvestre protegidas. En un esfuerzo para su conservación in situ, se han realizado varios intentos de reintroducción, utilizando a Gymnostomiella longinervis como planta nodriza en uno de ellos, la cual está presente en el ecosistema kárstico. Esta especie, al igual que el resto de briofitas, tiene una gran capacidad de absorber y retener agua, así como grandes cantidades de nutrientes, propiedades que generan un microambiente ideal para ayudar al crecimiento de otras plantas en la misma comunidad.
Las poblaciones de Abies religiosa han disminuido drásticamente debido a la explotación forestal descontrolada, por daños a su hábitat y por cambios en el uso de suelo. A pesar de que la regeneración de esta especie de abeto ocurre en espacios abiertos, se ha observado que la regeneración es más exitosa si ocurre debajo del dosel de algún arbusto presente en estos espacios. Baccharis conferta resulta útil como planta nodriza para la regeneración de algunas especies del género Abies, pues confiere protección contra la acción del viento y los cambios bruscos de temperatura. Cuando A. religiosa se encuentra bajo efectos del nodricismo, la altura y cobertura de las plántulas incrementa significativamente, sin embargo, el crecimiento se vuelve extremadamente lento.  
Las plantas nodrizas pueden beneficiar la estructura y composición de las comunidades de hormigas de ecosistemas áridos. En cierto lugares, como la porción sur del desierto de Sonora que se caracteriza por tener dominancia de árboles y arbustos, las hormigas presentan adaptaciones que les permiten tolerar o evitar los climas agresivos de áreas descubiertas, sin embargo, la presencia de microclimas sombreados menos estresantes provistos por los doseles tiene un efecto positivo en la diversidad de hormigas del ecosistema. Igualmente, las plantas nodrizas también pueden proporcionar sitios de anidamientos y fuentes de alimentos para las comunidades de hormigas y otros artrópodos.

## Nodricismo de rocas
El nodricismo también puede ocurrir de forma abiótica, pues las rocas son capaces de generar un microambiente similar al que se encuentra debajo del dosel de una planta nodriza. Las rocas nodrizas actúan como colectores de humedad, lo que permite que el agua esté disponible en sus suelos aledaños por mucho más tiempo que en los suelos descubiertos, además, dependiendo su forma y de la incidencia de la luz, las rocas pueden proyectar sombras densas que ayudan a evitar la evaporación del agua. Este tipo de nodricismo se ha reportado principalmente en cactáceas y otras plantas desérticas, sin embargo, se ha observado que, en ecosistemas forestales, los pequeños afloramientos rocosos favorecen el establecimiento de plantas leñosas. Las semillas suelen llegar a estos afloramientos por medio de aves o mamíferos omnívoros. Estas rocas aisladas actúan como perchas donde las aves se posan y defecan las semillas, por otra parte, hay mamíferos que exhiben un comportamiento similar, defecando preferentemente cerca de las rocas.

## Aplicaciones (restauración)
El nodricismo juega un papel importante en recuperar las funciones de un ecosistema al promover la sucesión de especies mediante la sustitución de aquellas dañadas por otras, especialmente en ambientes altamente degradados. También, las plantas nodrizas son capaces de ampliar las áreas en donde las plantas protegidas normalmente se encuentran. 
Las plantas son la base de las cadenas tróficas al capturar la energía del Sol y sintetizar nutrientes que después pueden ser aprovechados por los animales. Considerando lo anterior, una mayor diversidad en las interacciones entre la planta protegida y la protectora se asocian con una mayor diversidad en las funciones del resto de los animales y microorganismos que componen al ecosistema. 
Existen 3 mecanismos de aplicación del nodricismo a la restauración: 1) Plantación de especies vegetales bajo nodrizas ya existentes. 2) Establecimiento de conjuntos de vegetación mediante plantación o siembra de nodrizas. 3) Construcción de estructuras con restos vegetales  que simulen la sombra proporcionada por nodrizas.